# Creatures (album, Motionless in White)
Creatures je debutové studiové album americké metalcorové skupiny Motionless in White. Vydáno bylo 12. října 2010 vydavatelstvím Fearless Records. Z alba vyšly čtyři singly – „Abigail“, „Immaculate Misconception“, „Creatures“ a „Puppets (The First Snow)“.
Dne 9. října 2020 kapela vydala reedici alba k 10. výročí s názvem Creatures X.

## Seznam skladeb
| Pořadí         | Název                          | Délka |
| -------------- | ------------------------------ | ----- |
| 1.             | "Immaculate Misconception"     | 3:54  |
| 2.             | "We Only Come Out at Night"    | 3:23  |
| 3.             | "London in Terror"             | 3:41  |
| 4.             | "Abigail" (feat. Nick Brooks)  | 2:52  |
| 5.             | "Creatures"                    | 3:47  |
| 6.             | "Cobwebs" (feat. Andre Bravo)  | 3:29  |
| 7.             | ".Com Pt. II"                  | 3:49  |
| 8.             | "Count Choculitis"             | 4:03  |
| 9.             | "City Lights"                  | 3:08  |
| 10.            | "Puppets (The First Snow)"     | 4:20  |
| 11.            | "Undead Ahead"                 | 3:57  |
| 12.            | "Scissorhands (The Last Snow)" | 5:33  |
| Celková délka: | Celková délka:                 | 44:21 |

| Pořadí         | Název                                    | Délka                                   |
| -------------- | ---------------------------------------- | --------------------------------------- |
| 1.             | "Dragula" (Rob Zombie cover)             | 4:03                                    |
| 2.             | "Creatures" (Celldweller "Beauty" Remix) | 4:41                                    |
| 3.             | "Mallevs Maleficarvm" (Tim Sköld Remix)  | "Mallevs Maleficarvm" (Tim Sköld Remix) |
| Celková délka: | Celková délka:                           | 58:04                                   |

## Obsazení
- Chris "Motionless" Cerulli – zpěv
- Ryan Sitkowski – sólová kytara
- Thomas "TJ" Bell – rytmická kytara, spoluzpěv
- Ricky "Horror" Olson – basová kytara, doprovodné vokály
- Josh Balz – klávesy, doprovodné vokály
- Angelo Parente – bicí